# Жак Вільре
Жак Вільре́ (фр. Jacques Villeret, нар. 6 лютого 1951 Лош, Центр — Долина Луари, Франція  — пом. 28 січня, 2005 Евре, Верхня Нормандія, Франція)  — французький актор, продюсер. Працював у жанрах — комедія, мелодрама.

## Життєпис

### Родина
Справжнє ім'я — Жакі (Мохамед) Буфрура (Jacky (Mohamed) Boufroura), син алжирця Ахмеда Буфрура та француженки Анет Бонан († 2013). Батьки розлучилися, коли Жакі мав 9 місяців. Виховувався в Лоше, на батьківщині вітчима Раймонда Вільре. Мав зведену сестру Жіслен (Ghislaine). Тільки пізніше, в підлітковому віці, Жак довідався, що Раймонд Вільре не його біологічний батько, а в сорок років офіційно взяв прізвище Вільре.

### Ранні роки, навчання
Після двох років консерваторії міста Тур, Вільре у 1969 поїхав до Парижа, де вступив на акторський факультет Вищої національної консерваторії драматичного мистецтва, де його вчителем акторського мистецтва став Луї Сеньє, відомий французький актор театру та кіно.
З 1970 року Вільре — актор театру Hébertot, у якому грав у багатьох постановках у Парижі, Ліоні, Реймсі.

### Кіно
В кіно дебютував 1973 року у стрічці Іва Буасе «Без подій» («R.A.S»). Першою помітною роллю став образ Сімона у фільмі Клода Лелуша «Добрі та злі» (1976), саме цей фільм став початком багаторічного співробітництва актора з режисером. Вільре знімався у 8 фільмах Лелуша. За фільм Лелуша «Робер і Робер» Вільре отримав першого «Сезара» за роль другого плану.
Хоча головним у житті актора Вільре вважав театр, бо саме там він не замикався у комедійному образі «недоука», як це було в кіно:
| Спочатку я і не думав про кіно. Воно прийшло до мого життя само. Кіно дозволило мені зустрітися з чудовими людьми, але базою все одно залишається театр. |
Із колоритною зовнішністю, що притаманна пересічному французькому селянинові, який полюбляє винце, Вільре міцно укорінився в амплуа актора другого плану, що не зменшило його попиту, як яскравої фігури народного типу.
Надалі знімався у видатних режисерів: Анджея Вайди, Аріани Мнушкіної, Клода Зіді, Жана-Люка Годара, Анрі Вернея, Бертрана Бліє.
Після головної ролі у фільмі Клода Зіді «Дурний, але дисциплінований» Вільре став одним із провідних коміків Франції.
1981 року в стрічці Жана Жіро «Суп з капустою» Жак Вільре з'явився з Луї де Фюнесом, для якого ця комедія була останньою.
Хоча не комедійних ролей було мало, та і в тих, що були, Вільре продемонстрував талант. Він міг бути сумним меланхоліком, і закоханим без взаємності політиком.
Останньою роботою великого коміка була роль у фільмі «Хрещені батьки» (Les parrains) режисера Фредеріка Форстьє 2005 року. У тому ж році Жак Вільре пішов із життя.

### Особисте життя
Жак Вільре був одружений з акторкою й письменницею Іриною Тарасовою. З нею жив з 1979 по 1998 рік і виховав її сина Олександра, як свою дитину. Олександр став музикантом і режисером.
Після розлучення через проблеми з податками у актора з'явилася депресія, яку гамував алкоголем. Намагався одружитися вдруге на африканській вдові Сені.
В останні роки хворів на діабет. Помер від внутрішньої кровотечі у центральній лікарні Евре. Похований на цвинтарі Перрюссон поблизу міста Лош поруч зі своєю бабусею по материнській лінії, яку вважав найближчою людиною в родині.

### Нагороди
- Кавалер Ордену Почесного Легіону
- Кавалер Ордена мистецтв і літератури
- 1979  — «Сезар», номінація: Найкращий актор другого плану, фільм  — «Робер і Робер»[2]
- 1984  — «Сезар», номінація: Найкращий актор другого плану, фільм  — «Офіціант»
- 1999  — кінопремія «Сезар», номінація: Найкращий актор фільм  — «Вечеря з недоуком»[3].

### Фільмографія
| Рік  | Назва українською                      | Оригінальна назва                            | країна                        | роль                           |
| ---- | -------------------------------------- | -------------------------------------------- | ----------------------------- | ------------------------------ |
| 2005 | Сірі душі                              | Les Âmes grises                              | Франція                       |                                |
| 2005 | Хрещені батьки                         | Les Parrains                                 | Франція                       | Люк, (головна роль)            |
| 2005 | Плюшевий синдром                       | Antidote, L'                                 | Франція                       |                                |
| 2005 | Ізногуд, чи Кліф на годину             | Iznogoud                                     | Франція                       | Харун Ель Пусах (головна роль) |
| 2004 | Гадюка в кулаці                        | Vipère au poing;                             | Франція                       |                                |
| 2004 | Принцеса Марабала                      | Malabar Princess                             | Франція                       |                                |
| 2003 | Дивні сади                             | Effroyables jardins                          | Франція                       | Жак, (головна роль)            |
| 2003 | Нишпорка                               | Furet, Le                                    | Франція                       |                                |
| 2001 | Злочин у раю                           | Un crime au paradis                          | Франція                       |                                |
| 2001 | Квиток в один кінець                   | Un aller simple                              | Франція                       |                                |
| 2000 | Актори                                 | Les Acteurs                                  | Франція                       |                                |
| 1999 | Діти природи                           | Les Enfants du Marais                        | Франція                       |                                |
| 1998 | Вечеря з недоуком                      | Dîner de cons, Le                            | Франція                       | Франсуа Піньйон                |
| 1998 | Прогулянка з недоуками                 | Mookie                                       | Франція                       |                                |
| 1996 | Золотий хлопчик                        | Uomini contro                                | Італія, Франція               |                                |
| 1994 | Параноя                                | Parano                                       | Франція                       |                                |
| 1992 | Вулиця Параді, будинок 588             | 588 rue paradis                              | Франція                       |                                |
| 1992 | Ударник Болеро                         | Batteur du boléro, Le                        | Франція, (короткометражний)   |                                |
| 1992 | Парад ідіотів                          | Bal des casse-pieds, Le                      | Франція                       | Джером                         |
| 1991 | Послуга, годинник і дуже велика риба   | Favour, the Watch and the Very Big Fish, The | Велика Британія, Франція, США |                                |
| 1991 | Професійні таємниці доктора Апфельглук | Les Secrets professionnels du Dr Apfelglück  | Франція                       |                                |
| 1991 | Дитя Меконга                           | Fils du Mékong, Le                           | Франція                       |                                |
| 1990 | Три роки                               | Trois années                                 | Франція                       |                                |
| 1988 | Цвяхоїд                                | Mangeclous                                   | Франція                       | Саломон                        |
| 1988 | Маленька подруга                       | La Petite amie                               | Франція                       |                                |
| 1987 | Останнє літе в Танжирі                 | Dernier été à Tanger                         | Франція                       |                                |
| 1987 | Кінець літа                            | Été en pente douce, L'                       | Франція                       |                                |
| 1987 | Бережи правицю                         | Soigne ta droite                             | Франція                       |                                |
| 1986 | Брати Петард                           | Les Frères Pétard                            | Франція                       |                                |
| 1985 | Діалог глухих                          | Dialogue de sourds                           | Франція                       |                                |
| 1985 | Грабунок (Бос)                         | Hold-Up (Boss, Der)                          | Канада, Франція               |                                |
| 1984 | Авантюристи                            | Les Morfalous                                | Франція                       | капрал Бераль                  |
| 1983 | Їдьте мимо                             | Circulez y'a rien à voir                     | Франція                       |                                |
| 1983 | Офіціант                               | Garçon!                                      | Франція                       | Жильбер                        |
| 1983 | Одні чи інші                           | Uns et des autres, Des                       | Франція                       |                                |
| 1983 | Ім'я Кармен                            | Prénom Carmen                                | Франція                       |                                |
| 1983 | Едіт і Марсель                         | Édith et Marcel                              | Франція                       | Жак Барб'є                     |
| 1983 | Дантон                                 | Danton                                       | Франція, Польща               | Франсуа-Жозеф Вестерманн       |
| 1982 | Старший брат                           | Big Brother, The                             | Франція                       |                                |
| 1981 | Суп з капустою                         | Soupe aux choux, La                          | Франція                       | інопланетянин з планети Оксо   |
| 1981 | Мальвіль                               | Malevil                                      | Франція                       | Момо                           |
| 1981 | Болеро                                 | Des Uns et des autres                        | Франція                       |                                |
| 1979 | За нас двох                            | À nous deux                                  | Канада, Франція               |                                |
| 1979 | Дурний, але дициплінований             | Bête mais discipliné                         | Франція                       |                                |
| 1978 | Шапка                                  | Passe-montagne, Le                           | Франція                       |                                |
| 1978 | Робер і Робер                          | Robert et Robert                             | Франція                       |                                |
| 1976 | Ті, що врятувалися з острову Черепахи  | Les Naufragés de l'île de la Tortue          | Франція                       |                                |
| 1976 | Якби довелося починати спочатку        | Si c'était à refaire                         | Франція                       |                                |
| 1976 | Добрі та злі                           | Bon et les méchants, Le                      | Франція                       | Симон                          |
| 1975 | Серйозний, як задоволення              | Sérieux comme le plaisir                     | Франція                       | жандарм у телевізорі           |
| 1975 | Це трапилося на свято                  | Dupont Lajoie                                | Франція                       | Жеральд                        |
| 1974 | Розкрита паща                          | La Gueule ouverte                            | Франція                       |                                |
| 1974 | Кохання під дощем                      | Un amour de pluie                            | Франція                       |                                |
| 1974 | Все життя                              | Toute une vie                                | Франція                       |                                |
| 1973 | Без подій                              | R.A.S.                                       | Італія, Франція               |                                |

#### Продюсер
| Рік  | Назва українською | Оригінальна назва | країна  |
| ---- | ----------------- | ----------------- | ------- |
| 2003 | Нишпорка          | Furet, Le         | Франція |